# Финлейсон, Малкольм
Малкольм Финлейсон (англ. Malcolm Finlayson; 14 июня 1930 — 26 ноября 2014) — шотландский футбольный вратарь, который в составе «Вулверхэмптон Уондерерс» выигрывал чемпионат и кубок Англии.

## Карьера
В феврале 1948 года после просмотра Финлейсон присоединился к лондонскому клубу «Миллуолл» и дебютировал 28 февраля в матче против «Вест Бромвич Альбион», на тот момент ему было 17 лет. Он оставался со «львами» в течение шести полных сезонов в Третьем дивизионе. В одном матче против «Уолсолл» он получил травму и был доставлен в больницу, его команда проигрывала 1:3. Получив медицинскую помощь, он успел вернуться на поле во втором тайме и помог команде одержать победу со счётом 6:5. Он был основным вратарём «Миллуола» и сыграл в общей сложности 251 матч за клуб. Он, скорее всего, провёл бы больше матчей, но был вынужден отлучиться из клуба на время службы в Королевских ВВС, где познакомился с будущим товарищем по команде, Роном Флауэрсом.
В августе 1956 года он за £ 3000 был продан в клуб Первого дивизиона, «Вулверхэмптон Уондерерс». «Волкам» нужен был дублёр для Берта Уильямса. Он сумел сыграть 13 матчей в своём первом сезоне на «Молинью», благодаря хорошей игре в 1957/58 сезоне он стал основным вратарём, а клуб выиграл чемпионский титул.
Финлейсон сохранил своё место в основе и в следующем сезоне, а команда повторила успех в чемпионате. В 1960 году он добавил к своим достижениям медаль кубка Англии, когда «волки» нанесли в финале поражение «Блэкберн Роверс» со счётом 3:0. Успех клуба на внутренней арене также дал Финлейсону возможность сыграть в еврокубках против таких грандов, как «Барселона».
В мае 1964 года Финлейсон объявил о своём уходе со спорта, проведя в общей сложности 203 игры за «волков».

## Вне футбола
После окончания игровой карьеры Финлейсон стал успешным бизнесменом, основав в Кингсвинфорде свою холдинговую компанию «R & F Steel Stockholders». В 1981 году он вместе с Дугом Эллисом пытался купить свой бывший клуб «Вулверхэмптон», но в итоге собственниками команды стали братья Бхатти, а Финлейсон в 1982 году ненадолго стал вице-президентом клуба.
Финлейсон в течение 35 лет состоял в браке со своей супругой Ирис, которая умерла в 2012 году в возрасте 82 лет. У пары было двое детей: сын Стюарт (умер в 2009 году в возрасте 39 лет) и дочь Сандра. После смерти жены Финлейсон два года прожил с некой Анжелой Филд.
26 ноября 2014 года Финлейсон умер в больнице «Russells Hall», Дадли, в возрасте 84 лет.

## Достижения
«Вулверхэмптон Уондерерс»
- Первый дивизион: 1957/58, 1958/59
- Кубок Англии: 1960